# Hikaru Akao
Hikaru Akao (赤尾ひかる Akao Hikaru?, nacida el 16 de junio de 1995) es una seiyū japonesa de la prefectura de Saitama que actualmente está afiliada a I'm Enterprise. Habiendo aspirado a convertirse en actriz de doblaje desde temprana edad, ingresó a una escuela de capacitación y, después de graduarse, se afilió a I'm Enterprise. Hizo su debut como actriz de voz en 2016 e interpretó su primer papel principal en 2018 como el personaje Kaoruko Moeta en la serie de anime Comic Girls.

## Biografía
Durante su sexto grado de la escuela primaria, Akao vio la serie de anime Naruto en la televisión. Aunque había estado familiarizada con la ocupación de la actuación de voz durante ese tiempo, inicialmente no deseaba seguir esa carrera porque «odiaba su voz». Se interesó en la radiodifusión durante sus años de primaria, por lo que al ingresar a la escuela secundaria, se unió al club de radiodifusión de su escuela. Durante este tiempo, comenzó a hablar durante los eventos del club, lo que le dio más confianza en su voz y se dio cuenta de que se divertía usándola.
Durante su segundo año de escuela secundaria, se encontró con un folleto para una escuela de capacitación en actuación de voz que le habían entregado a su club. Aunque inicialmente no quería dedicarse a la actuación de voz, decidió intentarlo porque pensó que muchas personas apuntaban a esa carrera. Como el horario de esa escuela de formación estaba en conflicto con las actividades de su club, decidió ir a otra escuela. Más tarde estudió en el Instituto de Actores de Narración de Japón y se graduó en 2015.
Después de terminar sus estudios, Akao se convirtió en parte de I'm Enterprise en 2015. Comenzó su carrera como actriz de voz interpretando papeles menores en series de anime como Love Live! Sunshine!! y Jinsei. También se convirtió en presentadora de un programa de radio semanal con los actores de voz Sayaka Senbongi y Misaki Watada. En 2017, interpretó el papel de Lulune Louie en Dungeon ni Deai wo Motomeru no wa Machigatteiru Darou ka Gaiden: Sword Oratoria, así como papeles secundarios en Alice to Zōroku y Kaitō Tenshi Twin Angel. En 2018, interpretó su primer papel principal como Kaoruko Moeta en Comic Girls. Interpretó el papel de Chika Sugihara en Back Street Girls. En 2022, Akao fue una de las ganadoras del Premio a la Mejor Actriz Revelación en la 16.ª edición de los Premios Seiyu.

## Filmografía

### Anime
2016
- Love Live! Sunshine!! como estudiante[1]
- Jinsei como estudiante[1]

2017
- Dungeon ni Deai wo Motomeru no wa Machigatteiru Darou ka Gaiden: Sword Oratoria como Lulune Louie[1]
- Alice to Zōroku como Niña[1]
- Kaitō Tenshi Ángel gemelo como Chica B[1]

2018
- Märchen Mädchen como Upierzyca[8]
- Comic Girls como Kaoruko Moeta[5]
- Back Street Girls como Chika Sugihara[6]

2019
- Endro! como Yulia "Yuusha" Chardiet[9]
- Granbelm como Kibo Kohinata[10]
- Fire Force como Hinata y Hikage[11]

2020
- Runway de Waratte como Ichika Tsumura[12]
- Lapis Re:Lights como Maryberry[13]
- Assault Lily Bouquet como Riri Hitotsuyanagi[14]

2021
- Gekidol como Seria Morino[15]
- Assault Lily Fruits como Riri Hitotsuyanagi[16]

### OVA's
2017
- Gochūmon wa Usagi Desu ka?: Dear My Sister como niña[1]

2021
- Alicia en la escuela mortal como Sayaka Murasaki[17]

### Videojuegos
2018
- Atelier Lydie & Suelle: The Alchemists and the Mysterious Paintings como Suelle Malen[18]
- Kirara Fantasia como Kaoruko Moeta
- Magia Record: Puella Magi Madoka Magica Gaiden como Riko Chiaki
- Quiz RPG: The World of Mystic Wiz como Iyori, Nazuna
- Girls' Frontline como Gr Mk23, QSB-91

2019
- Nanatsu no Taizai: Grand Cross como Valkyrie Megellda
- White Cat Project como Lice Pasla Oliva
- Kemono Friends 3 como Huacaya alpaca

2020
- Atri: My Dear Moments como Atri[19]
- Arknights como Bubble

2021
- Assault Lily: Last Bullet (Riri Hitotsuyanagi)
- Blue Archive como Koharu Shimoe[20]